# Київміськсвітло

## Історія
Історія, сучасність і перспективи розвитку зовнішнього освітлення в місті Києві.
Історія електричного освітлення вулиць і площ міста Києва почалась в кінці дев'ятнадцятого століття. Маючи бажання не відставати від Москви і Петербургу, Київська міська Дума в 1887 році намагалась укласти угоду на освітлення міста з «Товариством електричного освітлення», що з 1886 року знаходилось у столиці. Переговори закінчились невдало.
Не чекаючи будівництва міської електростанції, київські заможні люди почали освітлювати свої будинки від окремих домових електроустановок. В 1888 році електричне освітлення було змонтовано в саду Шато-де-Флер, на території теперішнього стадіону «Динамо».
Київська Дума, враховуючи переваги застосування електричної енергії для освітлення вулиць, оголошує в 1889 році конкурс на проект електричного освітлення центральної частини міста. І вже 23 травня 1890 року Київська міська управа уклала з компанією «Савицький і Страус» договір, в п.1 якого записано: «Ми, Савицький і Страус», зобов'язуємось встановити і утримувати 14 ліхтарів по Хрещатинській вулиці, починаючи від будинку Зайцева до Бессарабської площі і один ліхтар біля театральної брами".
Протягом півріччя компанія збудувала свою електростанцію і незабаром засвітили «небесним світлом», передбачені договором, перші 14 електричних дугових ліхтарів на Хрещатику. Таким був початок застосування електричної енергії в зовнішньому освітленні стародавнього слов'янського міста Києва.
Розвиток електричного освітлення вулиць Києва в перші роки був дуже повільний. До кінця століття на вулицях міста було встановлено приблизно 400 ліхтарів, які були розташовані тільки в центрі міста, де знаходились урядові та міські заклади, мешкали аристократія та буржуазія.
На початку 1902 року загальна кількість дугових ліхтарів на вулицях Києва становила 401 шт. В кінці 1918 року кількість електричних ліхтарів наближалась вже до тисячі, в той час як в Москві їх було майже в 4 рази більше.
На вулицях Києва, що мали електричне освітлення, газові ліхтарі запалювались після відключення електричних з 12, а на Хрещатику з 3-х годин ночі.
Всього, в 1913–1914 рр. вулиці вечірнього міста освітлювали 5.5 тис. ліхтарів. З них, біля тисячі були електричними, інші газовими.
Значна частина міста зовсім не освітлювалась. В процесі відновлення зруйнованого громадянською війною господарства, реконструювалось і зовнішнє освітлення міста. В кінці 1926 року вулиці Києва освітлювались вже тільки електричними джерелами світла. Зі зростанням і розвитком міста покращувалось і зовнішнє освітлення його вулиць і площ.
В 1934 році Київ став столицею республіки. Це дало поштовх прискореному розвитку зовнішнього освітлення, як невід'ємної частини міського господарства. Із ліхтарного цеху «Київенерго» в жовтні 1935 року було створено підприємство "Київміськсвітло ", що тоді іменувалося трестом.

## Склад підприємства
Комунальне підприємство «Київміськсвітло» займається експлуатацією, утриманням та виступає замовником на виконання капітального ремонту мереж зовнішнього освітлення міста.
Підприємство загальною чисельністю 400 чоловік забезпечує роботу 7 експлуатаційно-технічних районів мереж зовнішнього освітлення та району архітектурно-декоративного підсвічування, які обслуговують 178,6 тис. світильників і прожекторів різних потужностей та призначення, 4.1 тис. км мереж 93 одиницями спецавтотехніки.
Включення зовнішнього освітлення міста здійснюється диспетчерами з центрального та районного пультів управління. Загальна кількість шаф зовнішнього освітлення в Києві 1439.
Підприємство «Київміськсвітло» виконує роботи по поточному утриманню мереж зовнішнього освітлення міста.
Роботи з ремонту та утримання об'єктів зовнішнього освітлення спрямовані на забезпечення та збереження їх технічного та естетичного стану, підвищення експлуатаційних якостей та продовження їх строків служби.
До об'єктів зовнішнього освітлення належать:
- електромережі, включаючи мережі електропередач до 1000 В;
- обладнання диспетчерського зв'язку;
- автоматика і телемеханіка, яка обслуговує мережі зовнішнього освітлення;
- світильники всіх типів;
- прожекторні установки,
- виконавчі пункти (ВП) та пункти повторного включення (ПВ);
- опори всіх типів
- кабельні електромережі;
- тросові розтяжки.

Роботи з ремонту та утримання об'єктів зовнішнього освітлення, що проводяться «Киівміськсвітло» поділяються на такі види:
- капітальний ремонт;
- поточний ремонт;
- утримання.